# Stazione di Arona
La stazione di Arona è una stazione ferroviaria sulla linea Domodossola–Milano e capolinea delle linee per Novara e per Santhià.

## Storia
La stazione d'origine

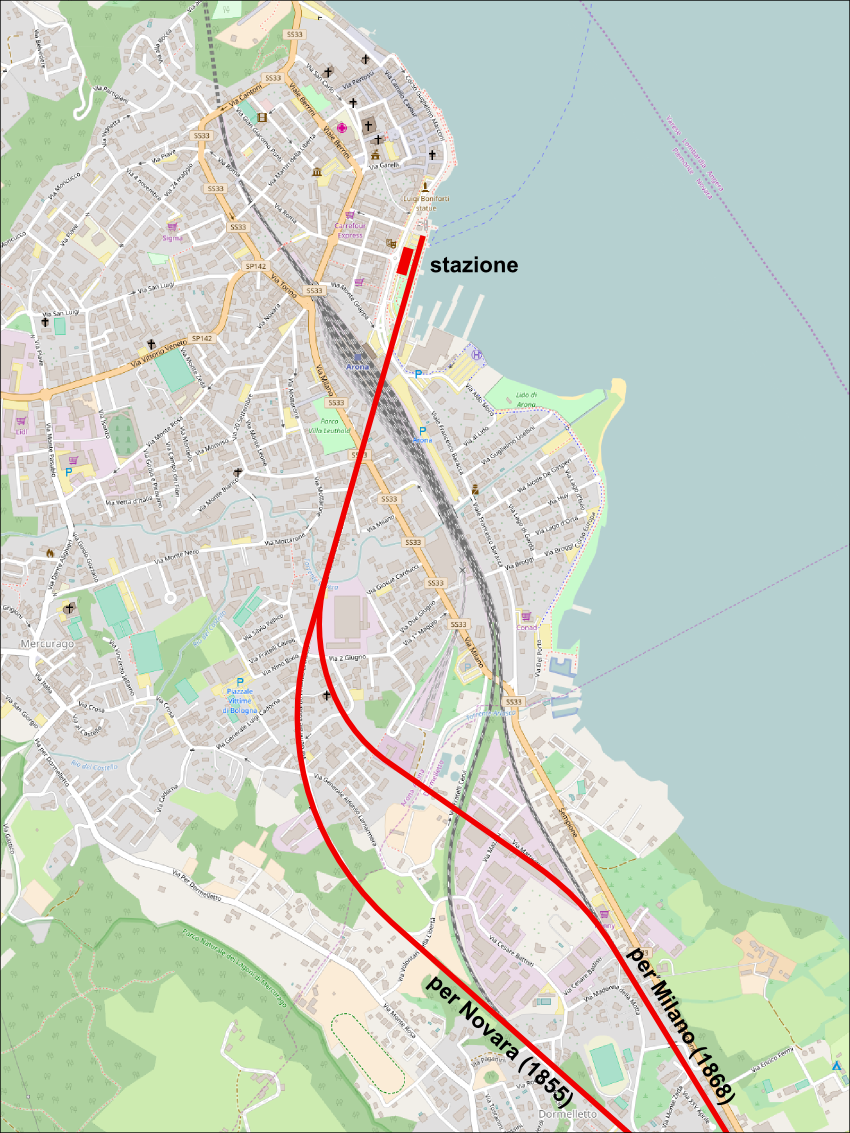
Mappa del nodo ferroviario in origine

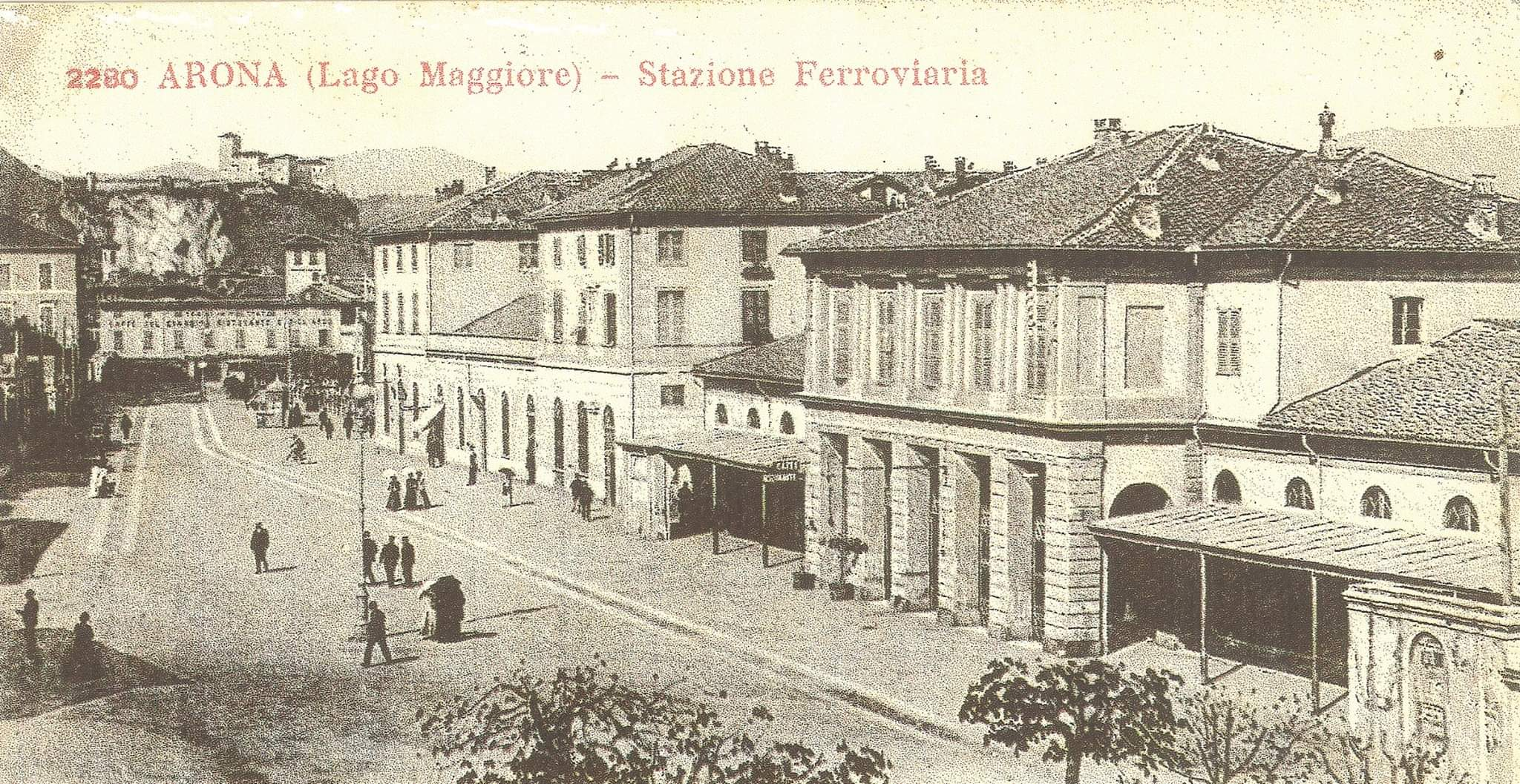
La prima stazione ferroviaria

La prima stazione di Arona, posta in riva al lago Maggiore, fu aperta il 14 giugno 1855 alla presenza del Principe di Savoia-Carignano,come capolinea della ferrovia Alessandria–Novara–Arona, gestita dalle Strade Ferrate dello Stato Piemontese. Era una struttura di testa, prospiciente al Lago Maggiore, vicino a quela di attracco dei Piroscafi a vapore che dal 1826, salpavano per collegare i centri rivieraschi Piemontesi, Svizzeri e Lombardi, allora sotto il controllo del Governo Austriaco.
Nello stesso tempo, venne anche agevolato il trasbordo e la prosecuzione di viaggiatori, posta e merci dai convogli ferroviari ai barconi.
Nel 1868, dopo l'unità d'Italia, nella stazione confluì anche la linea Rho–Gallarate–Arona, che collegava il lago Maggiore con l'Altomilanese e con Milano.
Il 16 gennaio 1905 venne attivata la linea da Arona a Domodossola, progettata per il collegamento del traforo del Sempione. La vecchia stazione era inadatta per cui venne spostata e ricostruita in rilevato, mantenendo un binario di raccordo con l'originario scalo a lago. Nel 1906, alla nuova stazione arrivò la linea da Santhià e Borgomanero.
Il 17 giugno 2012, il servizio sulla linea Santhià-Arona venne soppresso e sostituito da autobus.

## Struttura ed impianti
Il fabbricato viaggiatori, progettato da Luigi Boffi, in perfetto stile liberty fu inaugurato alla presenza del Principe Umberto di Savoia il 16 Gennaio 1905.
Il piazzale è composto da quindici binari passanti, di cui i primi nove, ad eccezione del binario 2 e 7, sono dotati di marciapiedi provvisti di banchina per l'imbarco dei passeggeri. Gli ultimi 4 binari sono utilizzati per la sosta dei treni merci. Nel dettaglio:
- Binario 1: è un binario su tracciato deviato e viene usato come capolinea per treni regionali che servono la tratta Arona-Milano.
- Binario 2: è un binario di servizio e non dispone di banchina quindi non viene usato per l'imbarco dei passeggeri.
- Binario 3: è un binario di corsa della linea Domodossola-Milano dove fermano i treni in direzione Sud (Milano).
- Binario 4: è un binario di corsa della linea Domodossola-Milano dove fermano i treni in direzione Nord (Domodossola).
- Binario 5: è un binario su tracciato deviato e viene usato come capolinea per i treni provenienti da Novara.
- Binario 6: è un binario su tracciato deviato e viene usato come capolinea per treni regionali provenienti da Novara o Santhià (oggi solo per capolinea da Novara).
- Binario 7: è un binario di servizio e non dispone di banchina quindi non viene usato per l'imbarco dei passeggeri.
- Binario 8: è un binario su tracciato deviato e viene usato come capolinea per i treni provenienti da Milano Porta Garibaldi, Novara o Santhià (Oggi solo per capolinea da Milano Porta Garibaldi e Novara).
- Binario 9: è un binario su tracciato deviato e viene usato come capolinea per i treni provenienti da Milano Porta Garibaldi o Novara.
- Binari da 10 a 15: vengono usati per il ricovero dei mezzi; non sono serviti da banchina quindi non vengono utilizzati per l'imbarco dei passeggeri.

Tutti i binari (ad eccezione di quelli di servizio) sono dotati di banchina, riparati da una lunga caratteristica pensilina in ferro battuto e collegati fra loro da due sottopassaggi e da un corridoio sotterraneo un tempo utilizzato per l'inoltro di bagagli e collettame i quali venivano caricati sui convogli attraverso un sistema di ascensori montacarichi, tuttora esistenti, ma in disuso.
In direzione di Santhià/Novara, esisteva il Deposito Locomotive, fino alla Seconda Guerra Mondiale Centro sussidiario di trazione del Deposito Locomotive di Milano Centrale(Greco).

## Movimento
Il servizio passeggeri è costituiti da treni regionali svolti da Trenitalia e da Trenord nell'ambito del contratto stipulato con Regione Piemonte in collaborazione con Regione Lombardia. I titoli di viaggio di entrambe le regioni sono validi nell'impianto.
Dal 17 giugno 2012 il traffico ferroviario sulla linea Santhià-Arona è stato sospeso e sostituito da autobus.

## Servizi
La stazione, gestita da Rete Ferroviaria Italiana, dispone dei seguenti servizi:
- Biglietteria a sportello
- Biglietteria automatica
- Sala d'attesa
- Posto di Polizia ferroviaria
- Servizi igienici
- Bar

## Interscambi
La stazione s'interscambia con il porto navale del Lago Maggiore.
- Fermata autobus
- Stazione taxi